# Сім'я Луккезе
Злочинна сім'я Луккезе  є однією з «п'яти сімей», які домінують в організованій злочинності в Нью-Йорку, США, в рамках загальнонаціонального злочинного явища, відомого як американська мафія. Сім'я виникла на початку 1920-х років, коли Гаетано Рейна був босом аж до його вбивства в 1930 році. Під час Кастелламмарської війни керування сім'ї взяв на себе Томмі Гальяно (англ. Tommy Gagliano) і керував нею аж до самої смерті в 1951 році. Відома як злочинна сім'я Гальяно при Гальяно, родина концентрувала свою злочинну діяльність в Бронксі, Манхеттені та Нью-Джерсі. Наступним босом був Томмі Луккезе, який більше 20 років служив заступником боса Гальяно. Саме Луккезе і перетворив сім'ю в одну з найвпливовіших сімей в складі Комісії. Луккезе об'єднався з босом сім'ї Гамбіно Карлом Гамбіно, щоб контролювати організовану злочинність в Нью-Йорку. Коли Луккезе помер від пухлини головного мозку в 1967 році, Кармін Трамунті (англ. Carmine Tramunti) на короткий час взяв на себе контроль сім'ї. Зрештою, він був арештований в 1973 році за фінансування великої мережі героїну і помер п'ять років потому. Згодом керуванням сім'ї зайнявся Ентоні Коралло (англ. Anthony Corallo), який незабаром став одним із найвпливовіших членів Комісії. У 1986 році Коралло був заарештований, а 13 січня 1987 року був засуджений до 100 років тюремного ув'язнення. 
Впродовж більшої частини своєї історії сім'я Луккезе вважалася однією з найбільш мирних злочинних сімей в країні. Однак це змінилося, коли Коралло призначив Віктора Амузо (англ. Victor Amuso) своїм наступником незадовго до ув'язнення. Пізніше Амузо призначив одного зі своїх давніх партнерів, Ентоні Кассо (англ. Anthony Casso), на посаду заступника боса. Починаючи з 1986 році, вони встановили одне з найкривавіших періодів в історії мафії, наказавши вбити практично будь-кого, хто стане їм на заваді. Вважається, що сам Кассо вбив від 30 до 40 осіб і замовив понад 100 вбивств під час його правління; Він був засуджений до 455 років в'язниці.
Амузо був заарештований в 1991 році і засуджений до довічного ув'язнення. Кілька спільників Луккезе, побоюючись за своє життя, стали інформаторами. Найвидатнішим з них був виконувач обов'язків боса Альфонс Д'Арко (англ. Alphonse D'Arco), який став першим босом нью-йоркської кримінальної сім'ї, які дали свідчення проти мафії. Це призвело до арешту всієї сімейної ієрархії Луккезе, а Кассо також став інформатором. Показання цих інформаторів майже знищили сім'ю, причому половина її членів була відправлена у в'язницю. Амузо продовжив правити сім'єю із в'язниці.

## Історія

### Виникнення
Рання історія злочинної сім'ї Луккезе бере свій початок із банди Морелло, що базується в Східному Гарлемі і Бронксі. Під час Першої Світової війни Гаетано Рейна покинув банду Морелло і створив свою власну. Будучи босом сім'ї, Рейна уникав участі в війні між Каморрою та мафією за контроль над Нью-Йорком. Замість цього він зосередився на контролі бізнесу з розповсюдження льоду по всьому Нью-Йорку. На початку 1920-х років Рейна став впливовим босом епохи Сухого закону в США і приєднався до Джузеппе Массеріа, найвпливовішому кримінальному босу в Нью-Йорку. Незабаром Массеріа вплутався в Кастелламарську війну, жорстоку бандитську війну з конкуруючим сицилійським босом Сальваторе Маранцано. У цей час Массеріа почав вимагати частку злочинного прибутку Рейни, спонукавши Рейну розглянути питання про зміну вірності Маранцано. Коли Массеріа дізнався про можливу зраду Рейни, він разом з лейтенантом Рейни Томмі Гальяно запланував убити його. 26 лютого 1930 року Віто Дженовезе вбив Рейну. Після смерті Рейни Массеріа випередив Гальяно, який очікував взяти під контроль банду Рейни, і призначив свого підлеглого Джозефа Пінцоло (англ. Joseph Pinzolo) як боса. У люті від цієї зради Гальяно і Томмі Луккезе таємно перейшли в банду Маранцано. У вересні 1930 року Луккезе заманив Пінцоло в офіс на Манхеттені, де той був убитий.